# Liste chinesischer Mineralogen
Dies ist eine Liste chinesischer Mineralogen. Alle waren an bedeutenden Entdeckungen bzw. den Erstbeschreibungen neuer Minerale in der Volksrepublik China beteiligt. Der Großteil von ihnen forscht am Geologischen Institut der Chinesischen Akademie der Geowissenschaften.

## Liste
- Bai Ge 白鸽
- Chen Keqiao 陈克樵
- Ding Kuishou 丁奎首
- Ding Xiaoshi 丁孝石
- Dong Zhenxin 董振信
- Du Shaohua 杜绍华
- Fang Qingsong 方青松
- Huang Qishun 黄其顺
- Huang Yunhui 黄蕴慧
- Lin Shuren 林树仁
- Liu Jinding 刘金定
- Liu Wengao 刘文高
- Luo Mei 罗梅
- Ma Letian 马乐田
- Ni Yunxiang 倪云祥
- Peng Qirui 彭琪瑞
- Peng Zhizhong 彭志忠
- Shi Nicheng 施倪承
- Shuai Dequan 帅德权
- Tian Peixue 田培学
- Wang Kuiren 王奎仁
- Wang Liben 王立本
- Wang Wenying 王文瑛
- Xie Xiande 谢先德
- Yang Huifen 杨惠芬
- Yang Yueqing 杨岳清
- Yu Zuxiang 於祖相
- Yu Tinggao 虞廷高
- Yuan Zhongxin 袁忠信
- Yue Shuqin 岳树勤
- Zhang Rubai 张如柏
- Zhang Yongge 张永革
- Zhao Bao 赵宝
- Zhao Chunlin 赵春林
- Zheng Mianping 郑绵平
- Zhou Jianxiong 周剑雄
- Zhou Xuezi 周学梓